# Varesnes
Varesnes é uma comuna francesa na região administrativa de Altos da França, no departamento de Oise. Estende-se por uma área de 9,15 km². Em 2010 a comuna tinha 376 habitantes (densidade: 41,1 hab./km²).